# Tim Luca Schmidt

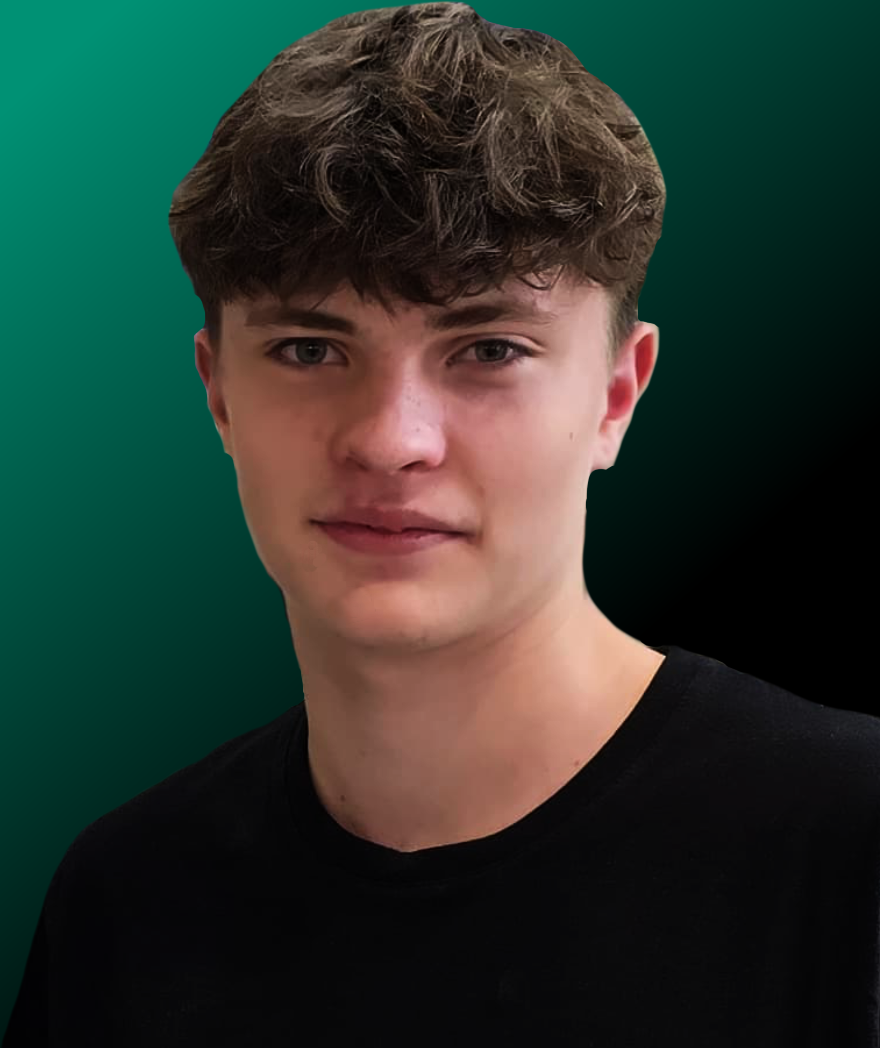
Tim Luca Schmidt, 2024

Tim Luca Schmidt (* 7. Mai 2009) ist ein deutscher Schauspieler und Videospiel-Experte für den Kinderkanal.

## Privates
Schmidt lebt im Saarland und besucht ein Gymnasium in Saarlouis (Stand 2025). Er spielt Basketball in der Jugendmannschaft der Sunkings, einem Team der SG Basketball Saarland.

## Karriere
Schmidt trat in den RTL-Serien Schmitz & Family (2019) u. a. als Grufti-Kind und in Sankt Maik (2018) in einer Nebenrolle als Bauernjunge auf. Seit 2023 ist er Gaming-Experte in der KiKA-Serie Ansage!.  Dort ist er spezialisiert auf die Spiele Fortnite und EA Sports FC. Auch bei Aufnahmen von Team Timster hat er als Gaming-Experte mitgewirkt.
Darüber hinaus war Schmidt in der Vergangenheit als Model tätig.

## Auszeichnungen
- 2018: Young Artist Award in der Kategorie Beste Performance in einem Musikvideo: Young Artist für seine Rolle im Musikvideo zum Lied „Zu Hause“ von EstA feat. Eric Philippi.[10]
- 2018: Nominierung für den Young Entertainer Award in der Kategorie BEST PERFORMANCE – MUSIC VIDEO.[11]
- 2020: Nominierung für den Young Artist Award, diesmal in der Kategorie Beste Performance in einer TV-Serie: Junger Nebendarsteller für seine Rolle in Schmitz & Family.[12]
- 2021: Nominierung bei den Skyline Performer Award in New York.[13][14]
- 2021: Nominierung für den Young Artist Award in der Kategorie Beste Performance in einer TV-Serie: Wiederkehrender junger Schauspieler für seine Rolle in Schmitz & Family.[15]
- 2025: Zweifache Nominierung für den Young Artist Award in der Kategorie STREAMING SERIES ARTISTS für seine Rolle und Moderation in KiKA Ansage!.[16][17][18][19]
- 2025: Young Artist Award in der Kategorie Best Performance in a Streaming Series: Recurring Youth Artist für seine Rolle und Moderation in der Staffel 2 von KiKA Ansage![20][21]

## Soziales Engagement
Er wirkte Ende 2019 beim Wohltätigkeits-Musikvideo Selber backen lassen mit, einer Coverversion des Liedes Selber machen lassen von Deichkind. 34 saarländische Künstler standen dabei gemeinsam für ein Weihnachtslied vor der Kamera, um Spenden für soziale Initiativen in der Region zu sammeln.